# Makarov (Sachalinská oblast)
Makarov (rusky Мака́ров) je město v Sachalinské oblasti Ruska. Žije zde přibližně 5 700 obyvatel.

## Geografie
Město leží na jižním břehu Sachalinu, 194 km od Južno-Sachalinsku, při ústí řeky Makarova do zálivu Trpělivosti.

## Historie

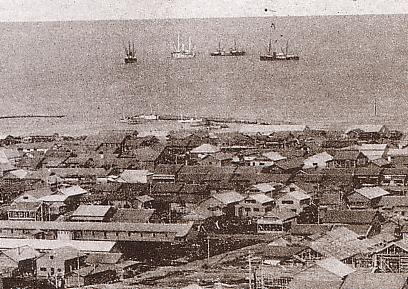
Širutoru v době prefektury Karafuto

Podle některých údajů bylo sídlo založeno v roce 1892 jako Seljutora. O dva roky později – v roce 1894 – stály v osadě již tři domy, ve kterých žilo pět lidí – tři muži a dvě ženy, kteří byli považováni za vyhnance. Živili se zemědělstvím, chovem zvířat, lovem a rybolovem. Mezi lety 1890 a 1900 procházela územím okresu poštovní silnice z Korsakova do Alexandrovsku. Ainuové dopravovali poštu do Najoro, kde výměnou převzali poštu ze severu. Současně byla založena telegrafní stanice v Mokun-Katane (nynější ves Pugačovo).
V roce 1905, v důsledku porážky v rusko-japonské válce v letech 1904–1905, byla jižní část Sachalinu postoupena Japonsku. Japonci postavili celulózku a papírnu, důl a další podniky. Z vesnice vyrostlo město pojmenované Širutoru (japonsky 知取). Po skončení druhé světové války byl jižní Sachalin připojen k Sovětskému svazu. V roce 1946 bylo město přejmenováno na počest ruského námořního velitele, oceánografa, viceadmirála Stěpana Osipoviče Makarova.

## Rodáci
- Dmitrij Jarošenko – biatlonista